# Elezioni generali in Cile del 2017
Le elezioni generali in Cile del 2017 si tennero il 19 novembre, per il primo turno delle elezioni del presidente e per il rinnovo del Parlamento (Camera dei deputati e Senato); il 17 dicembre ebbe luogo il secondo turno delle elezioni presidenziali.
Ebbero accesso al ballottaggio il candidato di Rinnovamento Nazionale Sebastián Piñera, sostenuto dall'alleanza Chile Vamos, e l'esponente del Partito Radicale Social Democratico Alejandro Guillier, appoggiato dalla coalizione Nuova Maggioranza; l'esito elettorale vide la vittoria di Piñera, che ottenne il 54,58% dei voti.

## Risultati

### Elezioni presidenziali
| Candidati              | Partiti                                                                     | I turno   | I turno | II turno  | II turno |
| Candidati              | Partiti                                                                     | Voti      | %       | Voti      | %        |
| ---------------------- | --------------------------------------------------------------------------- | --------- | ------- | --------- | -------- |
| Sebastián Piñera       | Rinnovamento Nazionale Chile Vamos: RN - UDI - EVO - PRI                    | 2 417 216 | 36,64   | 3 796 579 | 54,58    |
| Alejandro Guillier     | Partito Radicale Social Democratico Nuova Maggioranza: PS - PPD - PC - PRSD | 1 497 118 | 22,70   | 3 159 902 | 45,42    |
| Beatriz Sánchez        | Indipendente Fronte Ampio: RD - PH - PE - PEV - Poder - PL                  | 1 336 824 | 20,27   |           |          |
| José Antonio Kast      | Indipendente                                                                | 523 213   | 7,93    |           |          |
| Carolina Goic          | Partito Democratico Cristiano del Cile                                      | 387 780   | 5,88    |           |          |
| Marco Enríquez-Ominami | Partito Progressista                                                        | 376 471   | 5,71    |           |          |
| Eduardo Artés          | Unione Patriottica                                                          | 33 690    | 0,51    |           |          |
| Alejandro Navarro      | País                                                                        | 24 019    | 0,36    |           |          |
| Totale                 | Totale                                                                      | 6 596 331 | 100     | 6 956 481 | 100      |

### Elezioni parlamentari

#### Camera dei deputati

Seggi alla Camera dei deputati

| Liste                                  | Voti      | %     | Seggi |
| -------------------------------------- | --------- | ----- | ----- |
| Rinnovamento Nazionale                 | 1 067 962 | 17,81 | 36    |
| Unione Democratica Indipendente        | 958 414   | 15,98 | 30    |
| Evoluzione Politica                    | 255 254   | 4,26  | 6     |
| Partito Regionalista Indipendente      | 39 710    | 0,66  | –     |
| Totale Chile Vamos                     | 2 321 340 | 38,71 | 72    |
| Partito Socialista del Cile            | 585 393   | 9,76  | 19    |
| Partito per la Democrazia              | 366 097   | 6,10  | 8     |
| Partito Comunista del Cile             | 275 055   | 4,59  | 8     |
| Partito Radicale Social Democratico    | 216 558   | 3,61  | 8     |
| Totale Nuova Maggioranza               | 1 443 103 | 24,06 | 43    |
| Rivoluzione Democratica                | 342 965   | 5,72  | 10    |
| Partito Umanista                       | 253 580   | 4,23  | 5     |
| Partito Uguaglianza                    | 129 271   | 2,16  | 1     |
| Partito Ecologista Verde del Cile      | 128 601   | 2,14  | 1     |
| Potere Cittadino                       | 87 350    | 1,46  | 1     |
| Partito Liberale del Cile              | 46 612    | 0,78  | 2     |
| Totale Fronte Ampio                    | 988 379   | 16,48 | 20    |
| Partito Democratico Cristiano del Cile | 616 643   | 10,28 | 14    |
| Sinistra Cittadina                     | 14 345    | 0,24  | –     |
| MAS Región                             | 9 558     | 0,16  | –     |
| Totale Convergenza Democratica         | 640 546   | 10,68 | 14    |
| Partito Progressista                   | 198 834   | 3,32  | 1     |
| País                                   | 35 441    | 0,59  | –     |
| Totale Por Todo Chile                  | 234 275   | 3,91  | 1     |
| Federazione Regionalista Verde Sociale | 94 634    | 1,58  | 4     |
| Democrazia Regionale Patagonica        | 20 555    | 0,34  | –     |
| Totale Coalizione Regionalista Verde   | 115 189   | 1,92  | 4     |
| Amplitud                               | 60 912    | 1,02  | –     |
| Ciudadanos                             | 30 198    | 0,50  | –     |
| Todos                                  | 2 874     | 0,05  | –     |
| Totale Sumemos                         | 93 984    | 1,57  | –     |
| Unione Patriottica                     | 51 068    | 0,85  | –     |
| Partito dei Lavoratori Rivoluzionari   | 4 661     | 0,08  | –     |
| Indipendenti                           | 104 427   | 1,74  | 1     |
| Totale                                 | 5 996 972 | 100   | 155   |

#### Senato
Le elezioni si sono tenute per il rinnovo di 23 seggi sui 50 complessivi del Senato e hanno interessato 7 delle 15 circoscrizioni senatoriali (regioni): Arica e Parinacota (I), Tarapacá (II), Atacama (IV), Valparaíso (VI), Maule (IX), Araucanía (XI), Aysén (XIV).
| Liste                                  | Voti      | %     | Seggi |
| -------------------------------------- | --------- | ----- | ----- |
| Rinnovamento Nazionale                 | 349 566   | 20,98 | 6     |
| Unione Democratica Indipendente        | 210 814   | 12,65 | 4     |
| Evoluzione Politica                    | 67 790    | 4,07  | 2     |
| Totale Chile Vamos                     | 628 170   | 37,70 | 12    |
| Partito per la Democrazia              | 200 309   | 12,02 | 4     |
| Partito Socialista del Cile            | 125 199   | 7,51  | 3     |
| Partito Radicale Social Democratico    | 34 449    | 2,07  | –     |
| Partito Comunista del Cile             | 20 225    | 1,21  | –     |
| Totale Nuova Maggioranza               | 380 182   | 22,82 | 7     |
| Partito Umanista                       | 62 178    | 3,73  | –     |
| Rivoluzione Democratica                | 38 205    | 2,29  | 1     |
| Partito Liberale del Cile              | 28 753    | 1,73  | –     |
| Potere Cittadino                       | 28 474    | 1,71  | –     |
| Partito Uguaglianza                    | 26 655    | 1,60  | –     |
| Totale Fronte Ampio                    | 184 265   | 11,06 | 1     |
| Partito Democratico Cristiano del Cile | 238 179   | 14,30 | 3     |
| MAS Región                             | 650       | 0,04  | –     |
| Totale Convergenza Democratica         | 238 829   | 14,33 | 3     |
| Amplitud                               | 62 608    | 3,76  | –     |
| Ciudadanos                             | 45 534    | 2,73  | –     |
| Todos                                  | 4 753     | 0,29  | –     |
| Totale Sumemos                         | 112 895   | 6,78  | –     |
| Partito Progressista                   | 15 944    | 0,96  | –     |
| País                                   | 6 946     | 0,42  | –     |
| Totale Por Todo Chile                  | 22 890    | 1,37  | –     |
| Unione Patriottica                     | 7 273     | 0,44  | –     |
| Federazione Regionalista Verde Sociale | 2 397     | 0,14  | –     |
| Democrazia Regionale Patagonica        | 518       | 0,03  | –     |
| Totale Coalizione Regionalista Verde   | 2 915     | 0,17  | –     |
| Indipendenti                           | 88 700    | 5,32  | –     |
| Totale                                 | 1 666 119 | 100   | 23    |

- Il prospetto del ministero risulta contraddittorio nella parte in cui ascrive al gruppo «Indipendenti» 89.350 voti (come indicato nel riepilogo dei partiti) anziché 88700 voti (come indicato nel riepilogo delle liste) In proposito, occorre segnalare che 650 voti furono ottenuti da «MAS Región», collegata al Partito Democratico Cristiano del Cile e concorrente nella regione di Atacama; ciò è confermato dal fatto che il gruppo del Partito Democratico Cristiano ha ottenuto 238.829 voti, laddove tale partito, singolarmente considerato, ha conseguito 238.179 voti (con la differenza, quindi, di 650 voti).

## Ripartizione e distribuzione del voto per il Congresso nazionale

### Ripartizione del voto ai gruppi
| Partiti                                | Camera       | Camera         | Camera    | Senato       | Senato         | Senato  |
| Partiti                                | Voti diretti | Voti indiretti | Totale    | Voti diretti | Voti indiretti | Totale  |
| -------------------------------------- | ------------ | -------------- | --------- | ------------ | -------------- | ------- |
| Rinnovamento Nazionale                 | 984.909      | 83.053         | 1.067.962 | 270.567      | 78.999         | 349.566 |
| Unione Democratica Indipendente        | 857.925      | 100.489        | 958.414   | 201.119      | 9.695          | 210.814 |
| Evoluzione Politica                    | 166.332      | 88.922         | 255.254   | 67.790       | –              | 67.790  |
| Partito Regionalista Indipendente      | 30.536       | 9.174          | 39.710    | –            | –              | –       |
| Totale Chile Vamos                     | –            | –              | 2.321.340 | –            | –              | 628.170 |
| Partito Socialista del Cile            | 556.571      | 28.822         | 585.393   | 121.823      | 3.376          | 125.199 |
| Partito per la Democrazia              | 341.201      | 24.896         | 366.097   | 154.039      | 46.270         | 200.309 |
| Partito Comunista del Cile             | 267.855      | 7.200          | 275.055   | 20.225       | –              | 20.225  |
| Partito Radicale Social Democratico    | 173.434      | 43.124         | 216.558   | 30.779       | 3.670          | 34.449  |
| Totale Nuova Maggioranza               | –            | –              | 1.443.103 | –            | –              | 380.182 |
| Rivoluzione Democratica                | 311.441      | 31.524         | 342.965   | 36.413       | 1.792          | 38.205  |
| Partito Umanista                       | 193.535      | 60.045         | 253.580   | 44.266       | 17.912         | 62.178  |
| Partito Uguaglianza                    | 84.021       | 45.250         | 129.271   | 26.655       | –              | 26.655  |
| Partito Ecologista Verde del Cile      | 109.069      | 19.532         | 128.601   | –            | –              | –       |
| Potere Cittadino                       | 58.646       | 28.704         | 87.350    | 8.374        | 20.100         | 28.474  |
| Partito Liberale del Cile              | 41.759       | 4.853          | 46.612    | 7.611        | 21.142         | 28.753  |
| Totale Fronte Ampio                    | –            | –              | 988.379   | –            | –              | 184.265 |
| Partito Democratico Cristiano del Cile | 596.992      | 19.651         | 616.643   | 237.230      | 949            | 238.179 |
| Sinistra Cittadina                     | 7.323        | 7.022          | 14.345    | –            | –              | –       |
| MAS Región                             | 6.795        | 2.763          | 9.558     | 650          | –              | 650     |
| Totale Convergenza Democratica         | –            | –              | 640.546   | –            | –              | 238.829 |
| Partito Progressista                   | 131.041      | 67.793         | 198.834   | 6.412        | 9.532          | 15.944  |
| País                                   | 26.466       | 8.975          | 35.441    | 3.489        | 3.457          | 6.946   |
| Totale Por Todo Chile                  | –            | –              | 234.275   | –            | –              | 22.890  |
| Federazione Regionalista Verde Sociale | 63.673       | 30.961         | 94.634    | 2.397        | –              | 2.397   |
| Democrazia Regionale Patagonica        | 16.596       | 3.959          | 20.555    | 271          | 247            | 518     |
| Totale Coalizione Regionalista Verde   | –            | –              | 115.189   | –            | –              | 2.915   |
| Amplitud                               | 46.722       | 14.190         | 60.912    | 59.528       | 3.080          | 62.608  |
| Ciudadanos                             | 15.611       | 14.587         | 30.198    | 41.004       | 4.530          | 45.534  |
| Todos                                  | 319          | 2.555          | 2.874     | 3.606        | 1.147          | 4.753   |
| Totale Sumemos                         | –            | –              | 93.984    | –            | –              | 112.895 |

### Distribuzione del voto al Senato per regione
| Lista      | Lista           | Arica e Parinacota | Tarapacá        | Atacama         | Valparaíso             | Maule                | Araucanía            | Aysén             | Totale                 |
| ---------- | --------------- | ------------------ | --------------- | --------------- | ---------------------- | -------------------- | -------------------- | ----------------- | ---------------------- |
| RN         | Part. Ind. Tot. | 1.068 7.118 8.186  | 5.670 – 5.670   | 17.604 – 17.604 | 154.617 14.203 168.820 | 28.221 57.678 85.899 | 59.101 – 59.101      | 4.286 – 4.286     | 270.567 78.999 349.566 |
| UDI        | Part. Ind. Tot. | 9.639 – 9.639      | 21.195 – 21.195 | 14.289 – 14.289 | 75.803 – 75.803        | 58.616 9.695 68.311  | 14.257 – 14.257      | 7.320 – 7.320     | 201.119 9.695 210.814  |
| EVOPOLI    | Part.           | –                  | –               | –               | –                      | –                    | 67.790               | –                 | 67.790                 |
| Totale     | Totale          | 17.825             | 26.865          | 31.893          | 244.623                | 154.210              | 141.148              | 11.606            | 628.170                |
| PPD        | Part. Ind. Tot. | – 8.159            | – 31.627        | 1.299 – 1.299   | 93.819 – 93.819        | 15.393 1.079 16.472  | 43.528 – 43.528      | – 5.405           | 154.039 46.270 200.309 |
| PSCH       | Part. Ind. Tot. | 14.501 – 14.501    | – 3.376         | –               | 63.690 – 63.690        | 38.492 – 38.492      | 2.962 – 2.962        | 2.178 – 2.178     | 121.823 3.376 125.199  |
| PRSD       | Part. Ind. Tot. | –                  | –               | 5.442 – 5.442   | 25.337 – 25.337        | –                    | –                    | – 3.670           | 30.779 3.670 34.449    |
| PCCH       | Part.           | –                  | –               | 16.724          | –                      | –                    | 3.501                | –                 | 20.225                 |
| Totale     | Totale          | 22.660             | 35.003          | 23.465          | 182.846                | 54.964               | 49.991               | 11.253            | 380.182                |
| PH         | Part. Ind. Tot. | 1.688 – 1.688      | –               | –               | 22.997 – 22.997        | 9.206 – 9.206        | 10.375 17.912 28.287 | –                 | 44.266 17.912 62.178   |
| RD         | Part. Ind. Tot. | –                  | –               | –               | 30.545 – 30.545        | 4.781 1.792 6.573    | –                    | 1.087 – 1.087     | 36.413 1.792 38.205    |
| PL         | Part. Ind. Tot. | 7.611 – 7.611      | –               | –               | –                      | – 21.142             | –                    | –                 | 7.611 21.142 28.753    |
| PODER      | Part. Ind. Tot. | 4.199 – 4.199      | – 3.878         | 4.175 – 4.175   | – 16.222               | –                    | –                    | –                 | 8.374 20.100 28.474    |
| IGUALDAD   | Part.           | –                  | –               | –               | 26.655                 | –                    | –                    | –                 | 26.655                 |
| Totale     | Totale          | 13.498             | 3.878           | 4.175           | 96.419                 | 36.921               | 28.287               | 1.087             | 184.265                |
| PDC        | Part. Ind. Tot. | – 813              | –               | 32.598 – 32.598 | 49.438 – 49.438        | 68.348 – 68.348      | 76.164 – 76.164      | 10.682 136 10.818 | 237.230 949 238.179    |
| Ind.       | Part.           | –                  | –               | 650             | –                      | –                    | –                    | –                 | 650                    |
| Totale     | Totale          | 813                | –               | 33.248          | 49.438                 | 68.348               | 76.164               | 10.818            | 238.829                |
| AMPLI      | Part. Ind. Tot. | –                  | –               | –               | 39.474 3.080 42.554    | –                    | 20.054 – 20.054      | –                 | 59.528 3.080 62.608    |
| CIUDADANOS | Part. Ind. Tot. | –                  | –               | –               | –                      | 41.004 4.530 45.534  | –                    | –                 | 41.004 4.530 45.534    |
| TODOS      | Part. Ind. Tot. | –                  | 3.445 892 4.337 | –               | –                      | –                    | –                    | 161 255 416       | 3.606 1.147 4.753      |
| Totale     | Totale          | –                  | 4.337           | –               | 42.554                 | 45.534               | 20.054               | 416               | 112.895                |
| PRO        | Part. Ind. Tot. | – 1.796            | –               | –               | 3.601 7.736 11.337     | 2.811 – 2.811        | –                    | –                 | 6.412 9.532 15.944     |
| PAIS       | Part. Ind. Tot. | –                  | –               | –               | –                      | 3.489 3.457 6.946    | –                    | –                 | 3.489 3.457 6.946      |
| Totale     | Totale          | 1.796              | –               | –               | 11.337                 | 9.757                | –                    | –                 | 22.890                 |
| UPA        | Part.           | –                  | –               | –               | 7.273                  | –                    | –                    | –                 | 7.273                  |
| FRVS       | Part.           | –                  | –               | 2.397           | –                      | –                    | –                    | –                 | 2.397                  |
| DRP        | Part. Ind. Tot. | –                  | –               | –               | –                      | –                    | –                    | 271 247 518       | 271 247 518            |
| Totale     | Totale          | –                  | –               | 2.397           | –                      | –                    | –                    | 518               | 2.915                  |
| Ind.       | Part.           | 14.824             | 22.398          | –               | 29.404                 | –                    | 22.074               | –                 | 88.700                 |
| Totale     | Totale          | 71.416             | 92.481          | 95.178          | 663.894                | 369.734              | 337.718              | 35.698            | 1.666.119              |